# Wer Bist Du?
Albums de Megaherz
Herzwerk Kopfschuss
Wer bist du? est le premier album studio du groupe de metal industriel allemand Megaherz, qui reprend des titres de leur précédent album en édition limitée Herzwerk comme Krone der Schöpfung, Negativ et Hänschenklein.
La première chanson Gott Sein est l'une des chansons les plus connues du groupe Megaherz, et traite le problème d'être Dieu, avec notamment la phrase du refrain "Es ist nicht leicht ein Gott zu sein", qui se traduit par "Il n'est pas simple d'être un Dieu".
Cet album est ressorti en 2004 aux États-Unis sous le nom I (qui se lit "One", ou "Eins).

## Liste des pistes
1. Gott Sein - 4:15
2. Wer Bist Du? - 3:07
3. Schlag' Zurück - 4:01
4. Das Leben - 3:59
5. Finsternis - 1:19
6. Licht - 3:51
7. Negativ - 3:44
8. Kopf Durch Die Wand - 4:31
9. Müde - 4:39
10. Krone Der Schöpfung - 4:05
11. Tanzen Geh'n - 3:23
12. Gedanken - 3:59
13. Hänschenklein '97 - 2:52
14. Wer Bist Du? (Remix) - 4:31